# Cenușer

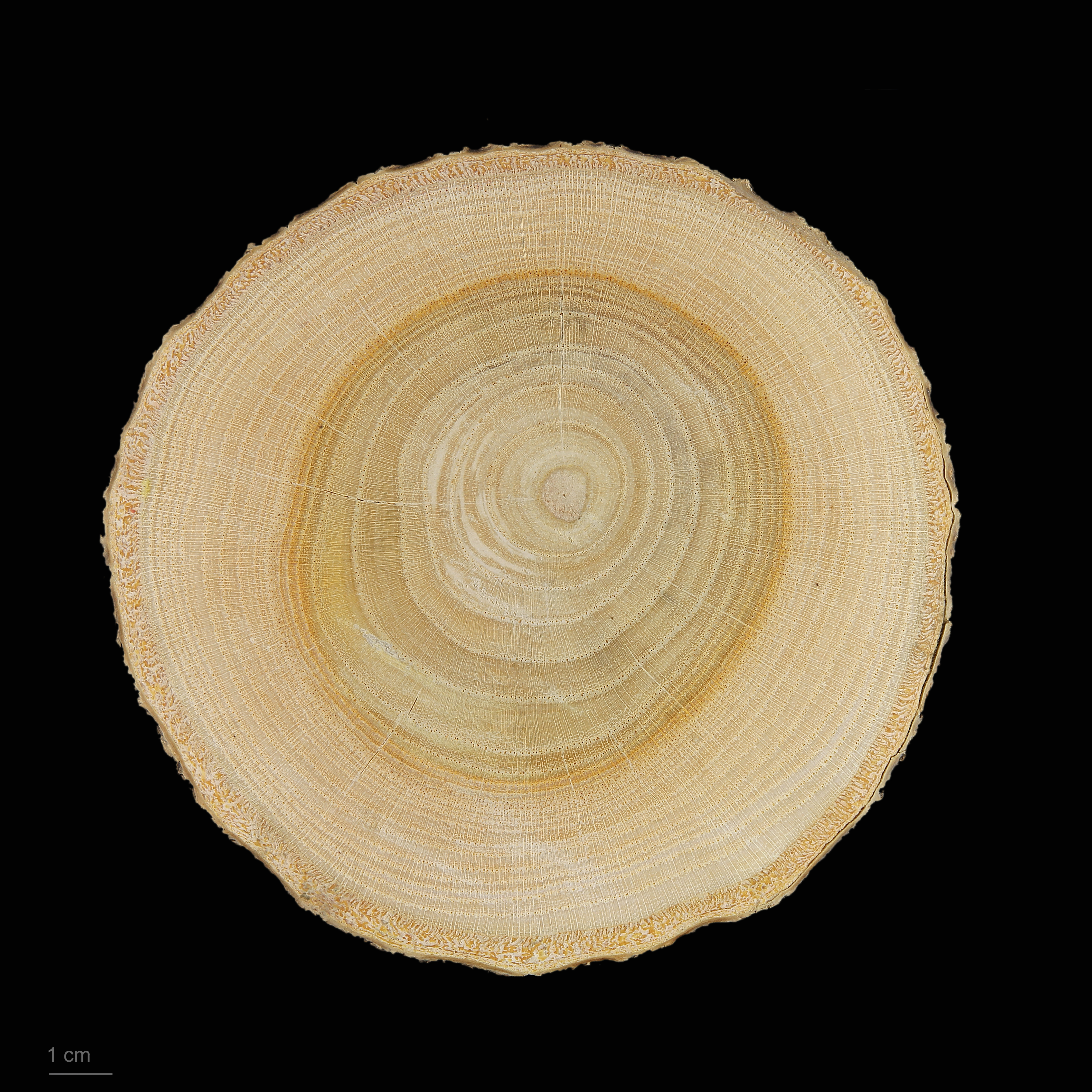
Ailantus altissima

Cenușerul sau cenușarul (Ailanthus altissima) denumit și fals oțetar, arbore puturos, este un arbore ornamental exotic, cu câteva varietăți cunoscute, din familia simarubacee.

## Caracteristici
Este originar din China și Coreea, introdus în Europa în secolul al XVIII, foarte răspândit în Câmpia Română. Are o tulpină înaltă de 15–30 m, cu o coroana largă. Trăiește 50 de ani. Scoarța este netedă, strălucitoare, cu frunze compuse lungi ca ale salcâmului, care emană un miros neplăcut când sunt strivite. Înflorește în mai-iunie cu flori mici, galbene-verzui, cu miros neplăcut, îngrămădite în panicule compuse.  Fructele sunt samare roșii, cu sămânța aripată. Cenușerul drajonează foarte puternic, vegetează bine în climat cald și uscat; rezistă la fum și gaze, dar suferă de geruri. Este utilizat în lucrări de ameliorare a terenurilor degradate și la fixarea coastelor în regiunile uscate, ca arbore ornamental, iar frunzele și scoarța au întrebuințări medicinale (vermifug).